# Maria Ana Fernanda de Bragança
Maria Ana de Bragança (Lisboa, 21 de Julho de 1843 – Dresden, 5 de fevereiro de 1884), foi uma Infanta de Portugal, filha mais velha sobrevivente da rainha Maria II de Portugal, e de seu marido, o rei Fernando II. Por seu casamento, foi Princesa-Hereditária da Saxônia, como esposa de Jorge, Príncipe-Hereditário da Saxônia, depois do falecimento de Maria Ana, Rei da Saxônia.

## Biografia

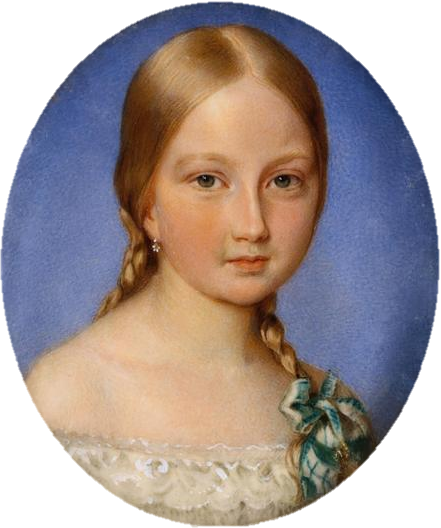
A infanta Maria Ana de Bragança, em retrato de 1853

Maria Ana era filha da rainha D. Maria II de Portugal e de seu consorte, o rei D. Fernando II. Após a morte da sua mãe em 1853, quando Maria Ana tinha apenas dez anos de idade, a infanta tornou-se a dama mais importante da corte, até ao casamento do seu irmão, o rei Pedro V, com a princesa Estefânia de Hohenzollern-Sigmaringen em 1858. Embora inicialmente Maria Ana tenha tido uma boa relação com a cunhada, em carta de 1859, já após a morte de Estefânia, dirigida ao príncipe Alberto de Saxe-Coburgo-Gota, Pedro V refere que a irmã tecia comentários pouco lisonjeadores sobre a sua esposa "por vaidade de mulher que se sente descer no seu estatuto (...)".

A relação entre as duas cunhadas parece ter oscilado muito entre a chegada de Estefânia em maio de 1858 e o casamento de Maria Ana em Maio de 1859. A rainha deixou os seguintes testemunhos sobre a infanta: 
"Sob todos os aspectos, a que mais se assemelha a Pedro (...)", "É uma pessoa encantadora, boa, generosa, notavelmente ajuizada para a sua idade, sem o menor egoísmo, respeitada e amada por todos nós (...) Jorge da Saxónia achou um verdadeiro tesouro. Ela está feliz e ama-o, mas não consegue falar do momento em que deixará a família sem chorar. O que é certo é que nos deixará um vazio imenso." 
O irmão de Maria Ana, Pedro, afirma também nesta altura que esta é "a pérola do nosso circulo familiar" numa carta ao príncipe Alberto.

Casou-se em Lisboa, no dia 11 de maio de 1859, com o então príncipe Jorge da Saxónia. A rainha Estefânia tentou dar algum brilho à cerimónia, mas esta acabou por se realizar de forma discreta e não deixou memória nem em Portugal nem na Saxónia. O casal passou os seus primeiros dias de matrimónio no Palácio de Belém. Durante o curto período que passaram em Portugal após a cerimónia, o príncipe Jorge não deixou uma boa impressão junto da família uma vez que mal se dirigia à noiva e não esteve presente numa ida ao teatro para a qual tinha sido convidado. Nessa mesma aparição, Maria Ana, de quinze anos, foi vista a chorar. O casal de noivos partiu para a Saxónia a 14 de maio. Maria Ana não teve permissão para levar damas portuguesas e foi só acompanhada pelo irmão Luís na viagem. Sobre o casamento, Pedro V escreveu o seguinte:
"celebrou-se com mais pompa do que alegria o casamento da minha irmã com o príncipe Jorge da Saxónia. É desgraçada sina, que persegue este último, não deixar simpatias em parte alguma e despedir quase sempre pouco agradadas dele as pessoas que se lhe aproximam."
O casamento entre Maria Ana acabaria por ser infeliz uma vez que, segundo o historiador Eduardo Nobre, o príncipe "não correspondeu às expectativas e às qualidades da infanta portuguesa". Apesar disso, tiveram oito filhos.

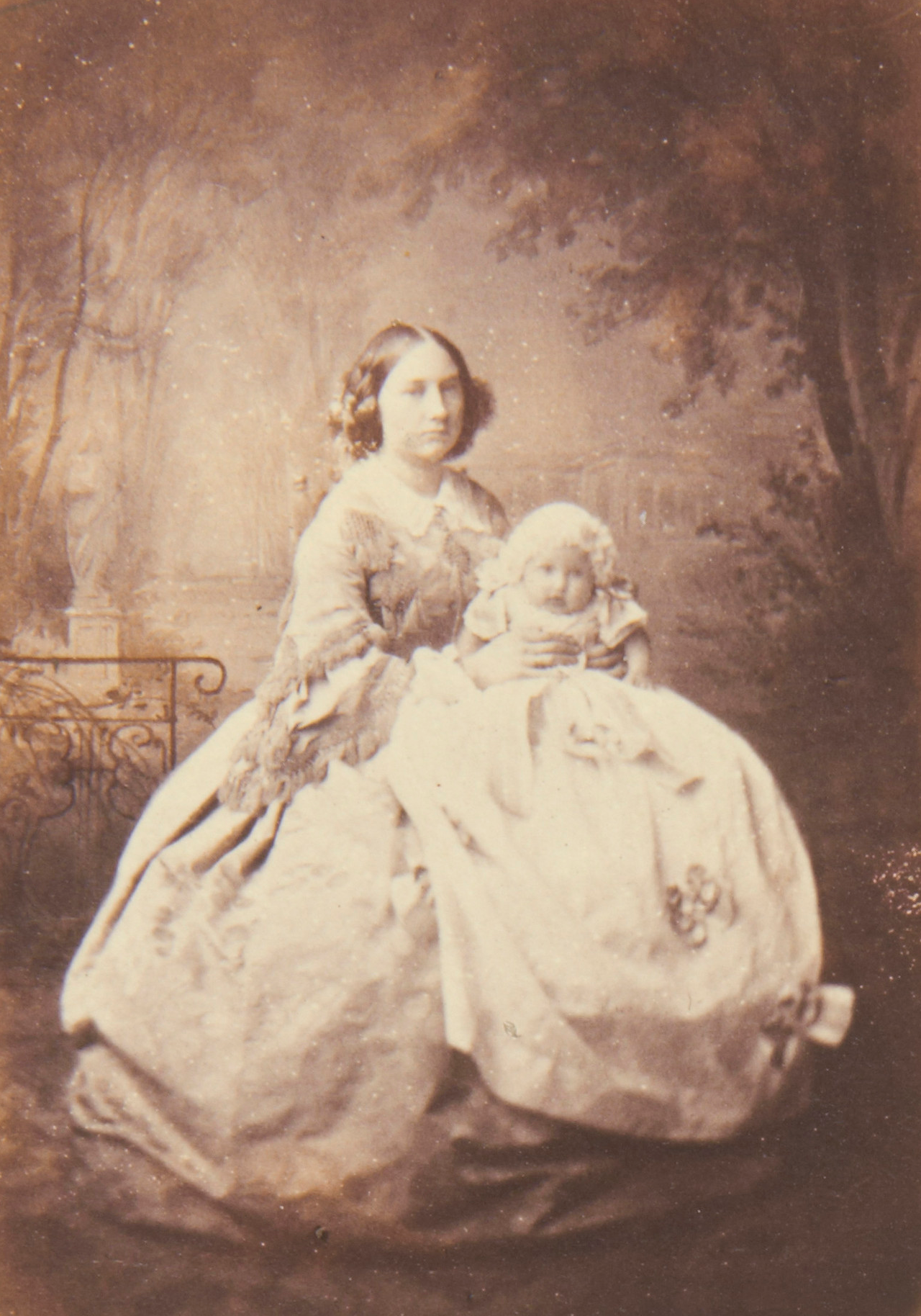
Fotografia de Maria Ana com a sua filha Maria, 1860

Apesar de ter renunciado aos seus direitos de sucessão em Portugal, Dona Maria Ana poderia recuperá-los caso a linha masculina dos Bragança se extinguisse completamente, algo que esteve quase a acontecer em 1861 quando Pedro V e outros dois irmãos morreram de febre tifóide sem deixar descendentes. Esta hipótese, no entanto, acabou por ser definitivamente excluída quando o rei Luís I se casou com Maria Pia de Saboia e teve dois filhos, o futuro rei Carlos I e o infante Afonso. Apesar de tudo, Maria Ana parece nunca ter dado grande importância a esta hipótese, devido à sua relação matrimonial atribulada e ao grande número de filhos.
Por volta de 1883, o seu filho mais novo, o príncipe Alberto da Saxónia, adoeceu gravemente, o que levou Maria Ana a cuidar dele durante vários meses até este recuperar. Este esforço acabaria por lhe ser fatal, uma vez que a infanta acabou por morrer, a 5 de fevereiro de 1884, de esgotamento, antes de o marido ascender ao trono da Saxónia.

## Descendência
- Maria Joana Amália Fernanda Antônia Luísa Juliana (1860-1861), morreu na infância;
- Isabel Albertina Carolina Sidónia Fernanda Leopoldina Antônia Augusta Clementina (1862-1863), morreu na infância;
- Mafalda Maria Augusta Vitória Leopoldina Carolina Luísa Francisca Josefa (1863-1933), morreu solteira;
- Frederico Augusto João Luís Carlos Gustavo Gregório Filipe (1865-1932), casou-se com a princesa Luísa da Áustria-Toscana;
- Maria Josefa Luísa Filipina Isabel Pia Angélica Margarida (1867-1944), casou-se com arquiduque Otto Francisco da Áustria;
- João Jorge Pio Carlos Leopoldo Maria Januário Anacleto (1869-1938), casou-se, primeiro, com a duquesa Isabel de Württemberg e, depois, com a princesa Maria Imaculada das Duas Sicílias;
- Maximiliano Guilherme Augusto Alberto Carlos Gregório Otto (1870-1951), morreu solteiro;
- Alberto Carlos António Luís Guilherme Victor (1875-1900), morreu solteiro.
- Matilde da Saxónia (19 de março de 1863 - 27 de março de 1933) foi uma princesa da Saxónia, filha do rei Jorge I. Foi também irmã do último rei da Saxónia.